# Cyperus cunninghamii
Cyperus cunninghamii là một loài thực vật có hoa trong họ Cói. Loài này được (C.B.Clarke) C.A.Gardner mô tả khoa học đầu tiên năm 1930.